# Faysal Sarıyıldız
Faysal Sarıyıldız est une personnalité politique kurde de Turquie. Il est né le 10 avril 1975 à Cizre, une ville de la province de Şırnak située dans le Kurdistan turc.
Tout en étant maintenu en détention provisoire de 2009 à 2014 dans le cadre de l'affaire du KCK, il a été élu député de la province de Şırnak en 2011 comme candidat indépendant (tr) soutenu par le BDP. Il a ensuite été réélu sous l’étiquette HDP en juin 2015, puis en novembre 2015.
Il s'est exilé en 2016 notamment car, à la suite de la reprise du conflit en 2015 entre l'armée turque et les combattants kurdes dans le sud-est de la Turquie, le président Recep Tayyip Erdoğan l'a personnellement accusé d'avoir transporté des armes à feu dans sa voiture à destination de terroristes, des faits que nie Faysal Sarıyıldız,,,.

## Biographie
Après des études au lycée de Nusaybin et à l'Université d'Harran (en) située dans la province de Şanlıurfa, il est devenu ingénieur en construction mécanique, diplômé en 2001 du département de génie mécanique de l'Université d'Harran.
Lorsqu’il était étudiant, il a travaillé pour les journaux Ülkede Gündem et Özgür Bakış (noms donnés au journal Özgür Gündem entre 1997 et 2000), ainsi qu'au journal Azadiya Welat (en). Il a plus tard écrit des articles pour d'autres journaux.

## Vie politique, prison et exil

### Débuts en politique et emprisonnement
Il a été élu conseiller municipal à Cizre en 2009, avant d'être placé en détention provisoire le 17 juin 2009 dans le cadre de l’affaire du KCK, qui a conduit à l'arrestation de 7 748 personnes entre avril 2009 et octobre 2011 pour appartenance présumée à une organisation terroriste. Il sortira de prison le 4 janvier 2014 sans avoir été jugé.

### 1ermandat de député, de 2011 à 2015
Tout en étant en détention provisoire, il est en avril 2011 l'un des six candidats à la fois emprisonnés dans l'affaire du KCK et retenus pour être candidats indépendants soutenus par le BDP aux élections du 12 juin 2011.
Le 12 juin 2011, il est élu à la Grande Assemblée nationale de Turquie comme député de la province de Şırnak pour la 24e législature qui s'étend du 28 juin 2011 au 23 juin 2015. En effet, les résultats pour la province de Şırnak (tr) donnent le BDP vainqueur avec un taux de 72,3% (soit 125 282 voix) et 86,9% de participation, ce qui permet au BDP d'avoir trois députés élus sur quatre.
Le fait que plusieurs députés élus soient encore emprisonnés à la suite de l'affaire du KCK et, à l'exception d'un seul, pas reconnus coupables car pas encore jugés, a provoqué une importante crise parlementaire (tr) qui ne sera résolue que le 1er octobre 2011.
En septembre 2012, plusieurs centaines de prisonniers kurdes ont commencé une grève de la faim. Ils revendiquaient notamment le droit à l’éducation en langue kurde, le droit d’utiliser cette langue dans les tribunaux et la fin du confinement d’Abdullah Öcalan, le leader du PKK. Leur état de santé s'est ensuite détérioré et « l'Association des Droits de l’Homme (IHD (en)) [a rapporté] des violences et des maltraitances contre ces prisonniers » ; à partir du mois d'octobre, Faysal Sarıyıldız a soutenu ces prisonniers en se mettant lui-même en grève de la faim.

### Sortie de prison
Jugeant sa détention provisoire trop longue, la Cour Constitutionnelle a décidé de la libération de Faysal Sarıyıldız, ainsi que de quatre autres parlementaires, le 4 janvier 2014,.

### 2dmandat de député, de juin à novembre 2015
Faysal Sarıyıldız s'est présenté pour un second mandat de député, aux élections du 7 juin 2015 concernant la 25e législature, sous l’étiquette HDP, un parti politique fondé le 15 octobre 2012. Il a finalement été élu puisque les résultats pour la province de Şırnak (tr) donnent le BDP vainqueur avec un taux de 83,8% (soit 189 044 voix) et 92,0% de participation, ce qui lui a permis d'avoir quatre députés élus sur quatre.

### 3emandat de député, à partir de novembre 2015
Il s'est de nouveau présenté sous l’étiquette HDP pour un troisième mandat de député aux élections du 1er novembre 2015 concernant la 26e législature. Il a encore été élu puisque les résultats pour la province de Şırnak (tr) donnent de nouveau le BDP vainqueur avec un taux de 83,7% (soit 184 397 voix) et 90,0% de participation, ce qui a permis au BDP d'avoir quatre députés élus sur quatre.
À la suite de son exil à partir de début 2016, il sera révoqué le 21 juillet 2017 par la Commission mixte Constitution-Justice de l’Assemblée Nationale, en raison de son absence à cinq sessions du Parlement, durant les mois d’octobre, novembre et décembre 2016,,.

## Crise de la province de Şırnak
Faysal Sarıyıldız s’est montré très présent aux côtés des kurdes durant le conflit entre l'armée turque et les combattants kurdes qui s'est déroulé en 2015 et 2016 dans le sud-est de la Turquie,, et il était nommément mentionné fin janvier 2016 dans une pétition signée par 132 intellectuels appelant l'état turc à venir en aide aux civils blessés à Cizre.
Il a en particulier dénoncé dans un tweet en septembre 2015 des morts de civils à Cizre, ce que le premier ministre turc Ahmet Davutoglu a contesté en affirmant qu'il n’y avait pas un seul civil disparu. En décembre 2015, il a aussi écrit une lettre aux parlementaires de l’union européenne sur « les couvre-feux, la violence et les décès de civils » à Cizre et Silopi.
Plus tard, un rapport du Haut-Commissariat des Nations unies aux droits de l'homme pointera effectivement début 2017 de « graves violations des droits de l’homme commises dans le sud-est de la Turquie entre juillet 2015 et décembre 2016 ».
Aussi, en juillet 2016, il affirmait dans un entretien que « plus de 100 000 habitants [de Cizre sur les 130 000 qui y vivent normalement] ont été contraints de s’exiler » du fait du couvre-feu sur la ville entre le 14 septembre 2015 et le 3 mars 2016. Il disait, qu’après qu’il fut « personnellement intervenu auprès de la direction de sûreté et du service d’urgence médical de l’État » pour faire transférer 177 blessés qui s’étaient réfugiés dans des caves, l’état turc a pilonné « des jours durant » ces caves, et que la grande majorité de ces personnes a été brûlée. Dans ce même entretien, il accusait le gouvernement turc d’utiliser la question des réfugiés pour que « l’Europe ferme les yeux sur […] les violations des droits humains dans les villes kurdes. » Les chiffres et la chronologie des évènements sont néanmoins contestés par le gouvernement turc. D'un autre côté, le rapport de début 2017 du Haut-Commissariat des Nations unies aux droits de l'homme évoque cet évènement.

## Exil
En avril 2016, Faysal Sarıyıldız se rend en Allemagne pour lancer une « campagne de parrainages de familles » pour la ville de Cizre, mais le président Recep Tayyip Erdoğan l'accuse personnellement d'avoir transporté des armes à feu dans sa voiture à destination de terroristes, ce que nie Faysal Sarıyıldız, qui parle d’« un odieux montage »,. Notamment à la suite de ces accusations, il ne retourne pas en Turquie.
D'autre part, le parlement turc vote en mai 2016 la levée de l'immunité parlementaire de 138 députés dont 50 des 59 députés du HDP, et parmi eux Faysal Sarıyıldız. Cette mesure, « très controversée » car vue comme visant la liberté d'expression de l'opposition, a été promulguée par le président le 7 juin 2016.
Faysal Sarıyıldız entamera de nouveau une grève de la faim le 13 avril 2017, en soutien à des prisonniers politiques kurdes.
Comme 130 autres personnes, il est menacé début juin 2017 d'être déchu de la nationalité turque,.

## Idées défendues
Son parti, le HDP, est une union « ouverte à tous les laissés-pour-compte du pays ». Aussi, « avec 48 % des listes occupés par des femmes, le HDP est loin devant en matière de parité ». Selon Alican Tayla, chercheur spécialiste de la Turquie, c'est un parti laïque, écologiste, qui défend les droits et libertés des minorités, des femmes et des LGBT ; il se dit aussi opposé à la guerre au sud-est de la Turquie et se défend d'être un parti ethnique pouvant être réduit au qualificatif « pro-kurde »,.
Sur son blog en 2012, on pouvait lire que Faysal Sarıyıldız défend l’identité et la langue kurdes, et plus généralement, veut que la constitution reconnaisse l’existence des différents peuples de Turquie. Il est aussi particulièrement préoccupé par les problèmes sociaux et économiques vécus par les kurdes.

## Honneurs et invitations
Le 13 décembre 2016, il a été fait citoyen d'honneur de la ville de Champigny-sur-Marne (94) par le maire Dominique Adenot,,.
Cet honneur a néanmoins été critiqué par la Turquie, puisque Faysal Sarıyıldız est accusé d’avoir « transporté des armes à l’organisation terroriste PKK et participé aux funérailles des terroristes », ce qu'il a toujours nié,.
Il est régulièrement invité à débattre à propos du conflit kurde en Turquie, et il a par exemple participé à des débats lors de la 39e édition du Festival de cinéma de Douarnenez sur le thème des « Peuples de Turquie » (du 19 au 27 août 2016),, à la Fête de l’Humanité (du 9 au 11 septembre 2016), et à une projection/débat à Villeurbanne le 21 février 2019 intitulée « Cizre : l’histoire d’un massacre ». Pour avoir participé à cette conférence en tant que traducteur de Faysal Sarıyıldız, le mathématicien Tuna Altınel est placé en détention provisoire à Balıkesir en Turquie le 11 mai 2019 et libéré après 81 jours.